# エラバレシ
エラバレシは日本の女性アイドルグループ。2016年2月17日にプロジェクト発表・始動。2016年3月2日にメンバー発表・結成。2016年6月8日にCDデビューした。

## 概要
東京・AKIBAカルチャーズZONE6階にあるステージ常設型・カフェレストラン「AKIHABARAバックステージpass」に所属するアイドルキャストから、初の固定メンバー8人によるユニットとして2016年3月2日にメンバーが発表された。キャッチュフレーズは「エラバレシ最高の未来へ - キミと。」。

## 特色
AKIHABARAバックステージpassでは従来、全キャストが「バクステ外神田一丁目」に所属し、その中でメンバーを固定しないグループ内ユニットや、ファンによる人気投票を基本とした選抜メンバー制をとっていた。エラバレシは、固定メンバーかつバクステ外神田一丁目とは別レーベルからデビューさせるという初の試みの元に、単純な人気投票の順位のみによらず、総合的な判断で志倉千代丸、つんく♂らによりメンバーが決定された。CDデビュー週には、JR秋葉原駅構内の1階から山手線・京浜東北線ホームへのエスカレータに巨大ポスターを掲載するなど、従来よりも大規模な宣伝活動が行われ、CDの販売促進活動においても「20秒撮影会」や「ランダム2ショット撮影」などの新しい購入特典を提供し変化を出した。また、レーベルメイトであるアフィリア・サーガ、イケてるハーツとも積極的にライブ等でコラボレーションすることで、バクステ外神田一丁目との差別化を図っている。
結成時から、メンバー全員がバクステ外神田一丁目との兼任であったが、2017年12月31日に針尾・松本がエラバレシを卒業しバクステ外神田一丁目の専任となり、朝倉・河合・神崎・浜口・もえのがバクステ外神田一丁目を卒業してエラバレシ専任となった。
デビュー時点において、Stand-Up! Recordsでの志倉千代丸がプロデュースするアイドルグループとしてはアフィリア・サーガ、イケてるハーツがあったが、これら2つのグループは「年齢非公開（一部のメンバーは公開）」「合唱スタイルが基本でソロパートをあまり用いない」「メンバー毎にメンバーカラー有り」「芸能キャリアが短い（もしくはキャリアがない）メンバーを新規に採用」を基本としていた。一方でエラバレシは「年齢公開」「ソロパートもしくは2人パートを多く用いる」「メンバーカラー無し」「もえのあずきのように芸能キャリア、知名度があるメンバーを起用」など、演出方法に違いを見せていた。また、Stand-Up! Records内において、元アフィリア・サーガの委員長（リーダー）であった水口ルイズ（アフィリア時代はルイズ・スフォルツア）が、アシスタントプロデューサーとしてエラバレシを担当した。
しかしながら、後にメンバーカラーの設定や、メンバーの加入と卒業を定員を設けずに柔軟に行う点など、Stand-Up! Recordsのスタンダードな演出方法へと変化して行った。
AKIHABARAバックステージpassおよびiTube Studioが閉店した後は、新メンバーをオーディション形式で一般公募により採用するようになった。愛乃える・天野美羽・みるもめる以降の加入者はAKIHABARAバックステージpassおよびiTube Studioの在籍経験がないメンバーになる。
Pretty Ashが2023年2月25日に当時の体制終了（実質のグループとしての活動終了）をしたことで、AKIHABARAバックステージpassから生まれたアイドルユニットとしては唯一のグループとなった。
ファンの呼称はエラバレ隊。Stand-Up! Recordsのレーベルファンを総称してスタンドアッパーと呼ぶ。

## メンバー

### 基本情報
| 名前       | よみ           | ニックネーム                 | メンバーカラー   | 活動開始日     | 備考                             |
| ---------- | -------------- | ---------------------------- | ---------------- | -------------- | -------------------------------- |
| 神崎しほ   | かんざきしほ   | かんちゃん、かん様、しほりん | 白               | 2016年3月2日   |                                  |
| 本木瞳     | もときひとみ   | ひとみ、ひっと               | 緑               | 2018年1月20日  | 二代目リーダー（2024年3月2日～） |
| 西愛花     | にしあいか     | あいきゃん                   | 紫               | 2019年12月12日 |                                  |
| 色葉みみ   | いろはみみ     | みみりん                     | エンジェルレッド | 2022年11月27日 |                                  |
| 城咲まりあ | しろさきまりあ | まぁちゃん                   | ハピネスオレンジ | 2022年11月27日 |                                  |
| 愛乃える   | あいのえる     | えーる                       | ミモザイエロー   | 2024年4月28日  |                                  |
| みるもめる | みるもめる     | めるも                       | シンデレラブルー | 2024年4月28日  |                                  |

### 人物およびエピソード

#### 神崎しほ
エラバレシのふわふわガール。グループ結成時より活動しているオリジナルメンバー（第1世代）の一人。３枚目のシングルであるバスケットクィーンの衣装の背番号は、小学生時代にミニバスケットボールチームでの背番号が8番であったことから8番となった。
オリジナルメンバーでは最年少で、もえのあずき卒業後は最後のオリジナルメンバーとなる。大阪府出身。出生地は大阪府であるが、父親が転勤族で、本人が生まれたのちに転居を何度か繰り返している為、大阪時代の記憶はほとんどないとのことである。大人しいイメージがあるが、3人兄弟の2番目（兄1人・弟1人）で、幼少期は兄弟と遊んでいた為に、本人曰く「泥まみれになって遊んだり、傷も多く男の子みたいだった」とのことである。
愛称は「かんちゃん」であるが、可愛らしい仕草や年上メンバーから可愛がられ、次第に「かん様」と呼ばれるようになった。プライベートな友人からは「しほりん」と呼ばれることもある。
顔がウェルシュ・コーギーに似ていると松本ふうかから言われていて、コーギーポーズをよくさせられている。また、中学生時代も友人からウェルシュ・コーギーに似ていると言われていた。

#### 本木瞳
エラバレシの摩訶不思議ガール。2018年1月20日から広沢麻衣と共に第2世代目の新メンバーとして加入した。初代リーダーであった朝倉ゆりの卒業により、2代目リーダーに就任した。
四人姉妹の長女で、本人曰く「美人四姉妹の長女」。姉妹の仲はとても良く、SNSで度々姉妹とその家族との交流のエピソードが投稿されている。元歯科衛生士であり、芸能活動開始当初は兼業していた。趣味は麻雀。

#### 愛乃える
エラバレシの情熱ガール。「える」のアルファベット表記は「ELU」。エラバレシの歴史の中では、天野・みるもと共に初の一般オーデーションを経てメンバーとなった第5世代目の一人。
加入時にメンバーカラーを決める際、本人は赤を希望していたが既に赤色担当としては色葉みみがいたため別の色にする必要があった。ビールが好きであったことから、メンバーカラーは黄色（ミモザイエロー）となった。
銀行口座からの不正な出金事案の被害にあったことがある。グループの台湾遠征が決まり、パスポートの取得をする必要があったタイミングで、申請費用を出金しようとしたところ、残高がないことに気がつき被害が発覚した。なお、不正が確認された為、最終的に全額戻ってきたということである。

#### みるもめる
エラバレシのプリンセスガール。エラバレシの歴史の中では、愛乃・天野と共に初の一般オーデーションを経てメンバーとなった第5世代目の一人。目が大きくぱっちりした容姿と性格は母親似。自宅ではカニンヘンダックスフンドのニャアとボーダーコリーのミルルを飼っている。

### 元メンバー
| 名前         | よみ           | ニックネーム                             | 活動開始日     | 活動終了日     | 備考                                                |
| ------------ | -------------- | ---------------------------------------- | -------------- | -------------- | --------------------------------------------------- |
| 増田ゆみ     | ますだゆみ     | ますだ、ゆうみん、ゆみ様                 | 2016年3月2日   | 2016年10月10日 | 契約違反によるAKIHABARAバックステージpassの契約解除 |
| 針尾ありさ   | はりおありさ   | ありちゃん                               | 2016年3月2日   | 2017年12月31日 | AKIHABARAバックステージpassの卒業に伴う脱退         |
| 松本ふうか   | まつもとふうか | ふうちゃん、まつふう                     | 2016年3月2日   | 2017年12月31日 | AKIHABARAバックステージpassの卒業に伴う脱退         |
| 河合くるみ   | かわいくるみ   | くるみ、くるみん                         | 2016年3月2日   | 2019年10月6日  | ファーストシーズン解散ライブにて卒業                |
| 浜口藍子     | はまぐちらんこ | らんらん、らんちゃん、はまこ、じゃがいも | 2016年3月2日   | 2019年10月6日  | ファーストシーズン解散ライブにて卒業                |
| 広沢麻衣     | ひろさわまい   | まいちゃん                               | 2018年1月20日  | 2019年10月6日  | ファーストシーズン解散ライブにて卒業                |
| 朝倉ゆり     | あさくらゆり   | ゆりんこ                                 | 2016年3月2日   | 2022年04月24日 | リーダー（2016年7月24日〜2022年04月24日）           |
| 小熊めう     | こぐまめう     | めうちゃん                               | 2019年12月12日 | 2023年7月9日   |                                                     |
| 真田美璃     | さなだみり     | みりち                                   | 2019年12月12日 | 2023年7月9日   |                                                     |
| もえのあずき | もえのあずき   | もえあず                                 | 2016年3月2日   | 2024年8月14日  | テレビ東京「元祖!大食い王決定戦」5代目爆食女王      |
| 天野美羽     | あまのみう     | みうみう                                 | 2024年4月28日  | 2024年12月28日 |                                                     |

### 元メンバーの人物およびエピソード

#### 増田ゆみ
エラバレシのナルシストガール。一時期、「エラバレシの勘違いガール」とも称していたが、ナルシストガールに統一された。公式ニックネームは「ゆうみん」であるが、本人が一人称を「ますだ」と呼ぶため、「ますだ」の方がファンの間では定着した。本人曰く「世界一可愛い」ということで、同じく自称「宇宙一可愛い」と主張する朝倉ゆりと、どちらが可愛いかを競うことがMCの定番の一つとなっていた。
在籍時、メンバーで最も長身で、整った顔立ちであることからクールビューティーな外見の印象を受けるが、非常にフランクで親しみやすいキャラクターであり、両親の代わりに妹の高校の卒業式に保護者として出席するなど、面倒見の良い一面も持っている。また、本人曰く「運動神経は良いが、逆上がりができない」ということである。

#### 針尾ありさ
エラバレシのパルプンテガール。ドラゴンクエストシリーズの呪文・パルプンテのように、行動の予測ができないことから、パルプンテの愛称が付けられた。ステージ上では朝倉ゆりとのダブルセンターであり、エラバレシの中心人物である。3枚目のシングル「バスケットクィーン」の衣装の背番号は10番。本人が1番好きな数字は3であるが、4から15の中から選ばなければならず、SLAM DUNKの桜木花道の湘北高校での背番号からとって10番とした。SLAM DUNKの中で最も好きなキャラクターは三井寿であるが、芸能界の主役になりたいという思いから、10番を選択した。数字の中で3が好きな理由は、本人が3月生まれであるからということである。
外見的な特徴は右目の泣きぼくろとストレートの黒髪である。高校時代からアイドルを目指し「アイドルは黒髪でなければならない」という本人の信念から、一度も髪を染めた経験がない。食べ物ではチョコレートとウニが好物である。
別名義の個人活動としては、ニンテンドー3DS用音楽ゲームの『リズム天国 ザ・ベスト+』収録のオリジナル楽曲にあり〜さ名義で参加している。
2017年12月31日の「年末スペシャル！Stand-Up! Live 2017 渋谷フリーライブ！」をもってエラバレシを卒業した。

#### 松本ふうか
エラバレシの2.5次元ガール。「バスケットクィーン」の衣装の背番号は、ゾロ目であることから11番となった。
いわゆるアニメ声であるということと、左の泣きぼくろが特徴である。第1回バクステツインテール選手権で初代グランプリを獲得し、日本ツインテール協会認定のアイドルとなった。元々は普通にアイドルの楽曲を聴いたり、ライブを観に行くことが好きなだけで、自身が芸能の仕事をしようとは思ってはいなかったが、友人と一緒に客として訪れたAKIHABARAバックステージpassで、当時在籍していた市川るなに「可愛いからオーディション受けてみてらどうですか？」と言われ、オーディションを受けることになった。その後、オーディションに合格し、現在のようにグループ内での人気を獲得していった。
愛犬家で、チワワのメスのみるを飼っており、愛犬の写真や動画がSNSでたびたび公開されている。ファンの間ではカタカナでミルと表記されることもあるが、ひらがなの「みる」が正式な名前であるということである。TOKYO MXのつんつべ♂バク音で愛犬と共演をしたこともある。愛犬との出会いは、松本が小学校4年生の時に、父親の仕事の都合で北海道に転勤することになった際、松本が一人っ子だったために友達と別れることを嫌がり、転居後に犬を飼うことを条件に転居・転校を受け入れた。転居後に何軒かペットショップを周り、松本がみるに一目惚れして飼うことになった。
2017年12月31日の「年末スペシャル！Stand-Up! Live 2017 渋谷フリーライブ！」をもってエラバレシを卒業した。

#### 河合くるみ
エラバレシのミラクルガール。「バスケットクィーン」の衣装の背番号は7番。この背番号を決める際に、発売日の時点で河合本人が23歳になった直後の最初のシングルであったため23番を希望したが、一般的な学生バスケットボールのレギュラー背番号である4番から15番から選ばなければならず、ラッキーセブンである7番を選択した。
新潟県出身で、美容師資格を保持しており、前職は美容師。新潟在住時にアンジュルム（当時はスマイレージ）の新潟でのライブを観に行った際、和田彩花のステージパフォーマンスを生で観て感動したことをきっかけに、芸能界を目指すようになった。その後、新潟県内の美容院在職中からAKIHABARAバックステージpassやレッスンに通うため、夜行バスで新潟・東京間を往復する生活を送っていた。美容師としての実力は、本人曰く「カットの全国大会に2回出場し（1回目は美容専門学校在籍時に北信越大会で優勝した）、カット技術には自信がある」ということである。エラバレシのデビュー当時は、河合と浜口が巻き髪であったが、浜口が髪を切って以降、巻き髪が河合のトレードマークの一つとなった。ステージでは主に下手側が立ち位置になることが多く、増田ゆみ脱退以降は本人曰く「エラバレシで一番の長身となった」ということである。
2019年10月6日の下北沢GARDENでのエラバレシファーストシーズン解散ライブをもって、エラバレシとしての活動を終了した。

#### 浜口藍子
エラバレシのパワフルガール。「バスケットクィーン」の衣装の背番号は、キャッチフレーズが「いつでもどこでも120%」であることから、120の頭二桁を採用し12番となった。元々は、尊敬するLiSAの誕生日が6月24日であることから24番を希望していたが、スタッフから却下された。
エラバレシのメンバーは浜口を除き名前（下の名前）が全員ひらがなであるため、浜口が唯一漢字のメンバーである。エラバレシの中で体育会系のイメージが最も強く、一番体が柔らかい。ダンスにおいてもハイキックの足の高さ等から、その柔軟さがうかがえる。元々は幼稚園から小学校四年生まではピアノを習っており、スポーツ少女ではなかったが、小学校四年生からピアノと並行して空手を始め、それからは空手の方が楽しくなり、ピアノよりも空手に熱中し、現在のキャラクターとなっていった。後に、℃-uteの矢島舞美に憧れ、腹筋を割りたいと思い、腹筋トレーニングを始めるようになり、現在のプロポーションとなった。
浜口のニックネームの一つに、アイドルとしては珍しい「じゃがいも」という呼び名がある。これはつんつべ♂バク音で子供の時に「じゃがいも」と呼ばれていたことを発言したところ、MCのタイムマシーン3号から「じゃがいも」と呼ばれるようになり、2016年1月28日放送（第173回）時にはテロップに「通称　ジャガイモ」と表記されるようになった。その後、番組内でも度々じゃがいもネタでいじられる場面が増え、じゃがいもネタを振られると「誰がじゃがいもだ！」と返すのが定番のネタの一つとなっている。2016年12月29日放送（第197回）特別動画においては、予算300円以内で好きなお菓子を持ち込む企画で、カルビーの堅あげポテトうすしお味を持ち込み、周りから「じゃがいも」と呼ばれるなど、キャラクターとしても定着してきている。
ファッションブランドではヴィヴィアン・ウエストウッドが好きで、高校三年生の時の誕生日プレゼントに母親が買ってくれた、トイ・プードル（オス）には「ヴィヴィ」という名前を付けた。
プライベートでは、LiSAと藍井エイルの楽曲をよく聴き、尊敬しているアーティストであるということである。
6枚目のシングルである逆境ノンフィクションのカップリング曲、「future to shine」の作詞を担当。
2019年10月6日の下北沢GARDENでのエラバレシファーストシーズン解散ライブをもって、エラバレシとしての活動を終了した。

#### 広沢麻衣
2019年10月6日の下北沢GARDENでのエラバレシファーストシーズン解散ライブをもって、エラバレシとしての活動を終了した。

#### 朝倉ゆり
エラバレシのエナジーガール。2016年7月24日にエラバレシのリーダーに任命された。ステージ上では、針尾ありさとのダブルセンターで、エラバレシの中心人物である。「バスケットクィーン」の衣装の背番号はキャプテンナンバーである4番で、「みんなが幸せになりますように」の願いから幸せの「し」の意味も含まれている。秋田県出身ではあるが、6歳の時に上京しているため、首都圏での生活歴の方が長い。本人曰く、幼少のころは「大好きなお花さんに毎日止まれるから、蝶になるのが夢だった」ということである。
芸歴としては、小学校3年から6年までアップフロントミュージックスクールに在籍し、その後、当時アップフロントエージェンシーのマネージャーであった和田薫の推薦により、ハーモニープロモーションのレッスン生として所属していた。それらを経て、当時のつんつべ♂のプロデューサーであった福原慶匡の勧めがあり、AKIHABARAバックステージpassで働くようになった。
モノマネが得意。十八番は松岡修造で、「つんつべ♂バク音」やライブ等でも披露している。多趣味でありスポーツ観戦も好きで、プロ野球は阪神タイガース、サッカーでは川崎フロンターレのファンである。
元AKB48・NMB48の藤江れいなは小学生時代からの親友。
2022年4月24日の神田明神ホールでのエラバレシ ワンマンライブ ～朝倉ゆり 卒業ライブ～をもって、エラバレシとしての活動を終了した。

#### もえのあずき
エラバレシの大食いガール。３枚目のシングルである、バスケットクィーンの衣装の背番号は9番。最年長メンバーであった。

2024年8月14日のSHIBUYA PLEASURE PLEASUREでのもえのあずき卒業ライブ「もえあずのそつぎょうしき♡」をもって、エラバレシとしての活動を終了した。

## 略歴
2016年
- 2月17日、エラバレシの立ち上げが発表される[5]。
- 3月2日、ニコ生特別番組にて、エラバレシのメンバーが発表される[6]。
- 6月8日、デビューシングル「アイノフシギ」が発売される。
- 6月10日、テレビ東京系列アニメ「タイムトラベル少女〜マリ・ワカと8人の科学者たち〜」のエンディング曲「ミス・ラビット」を担当することが発表される[7]。
- 6月10日、TOKYO IDOL FESTIVAL2016への出演が発表される[8]。
- 7月24日、朝倉ゆりがリーダーへ任命される。
- 9月14日、2枚目のシングル「ミス・ラビット」が発売される。
- 10月13日、10月10日付で増田ゆみが脱退したことが発表される。同時に、グループとして8人編成で活動したい意向から、オーディションにて新メンバーを採用することを発表した[9]。

2017年
- 3月1日、3枚目のシングル「バスケットクィーン」が発売される。発売イベント会場であるタワーレコード新宿店で、1stワンマンライブが5月12日にSHIBUYA TSUTAYA O-EASTで開催されることが発表される。
- 9月6日、4枚目のシングル「怪盗♡ブラックキャッツ」が発売される。
- 12月19日、針尾ありさと松本ふうかが2017年12月31日で、エラバレシを卒業することが発表される[10]また、朝倉ゆり、河合くるみ、神崎しほ、浜口藍子、もえのあずきの5名はバクステ外神田一丁目での活動を2017年12月31までとし、2018年以降はエラバレシの活動に注力することが発表された。[11]。
- 12月31日、年末スペシャル！Stand-Up! Live 2017 渋谷フリーライブ！」をもって、針尾ありさと松本ふうかが卒業。

2018年
- 1月20日、ニコニコの公式生放送「電人ゲッチャ」の放送内で、新メンバーである広沢麻衣と本木瞳の加入が発表された。

2019年
- 10月6日、下北沢GARDENにて、エラバレシファーストシーズン解散ライブを開催し、 このライブをもって河合くるみ、広沢麻衣、浜口藍子がエラバレシとしての活動を終了。
- 12月12日、セカンドシーズンへ向け、真田美璃、西愛花、小熊めうの加入を発表[12]。

2022年
- 4月24日、朝倉ゆりが卒業[13][14]。
- 11月27日、色葉みみと城咲まりあの加入を発表[15]。

2023年
- 7月9日、真田美璃、小熊めうが卒業[16]。

2024年
- 4月28日、天野美羽、愛乃える、みるもめるが加入[17]。
- 8月14日、もえのあずきが卒業[18]。
- 12月28日、天野美羽が卒業[19]。

## 作品
順位はオリコン週間ランキング最高位。

### シングル
| #  | 発売日         | タイトル              | C/W                                                       | 順位 | 備考 |
| -- | -------------- | --------------------- | --------------------------------------------------------- | ---- | --- |
| 1  | 2016年6月8日   | アイノフシギ          | - 選ばれし二人になりたい - もうなんなの！？私             | 06位 | TV番組『つんつべ♂バク音』テーマ曲 |
| 2  | 2016年9月14日  | ミス・ラビット        | - テケテケ私流 - チェッカーフラッグ・ラブ                 | 13位 | TVアニメ『タイムトラベル少女〜マリ・ワカと8人の科学者たち〜』エンディング曲                                                                                    |
| 3  | 2017年3月1日   | バスケットクィーン    | - ピコンでメタフィクション - HAKU-GIN                     | 11位 | - ピコンでメタフィクション - ゲーム｢四女神オンライン CYBER DIMENSION NEPTUNE｣オープニングテーマ - HAKU-GIN - ゲーム｢かまいたちの夜 輪廻彩声｣オープニングテーマ |
| 4  | 2017年9月6日   | 怪盗♡ブラックキャッツ | - GAL的LOVE（ギャルチックラブ） - 女の子たちのbattlefield | 20位 | - GAL的LOVE - TVアニメ『はじめてのギャル｣』エンディングテーマ                                                                                                  |
| 5  | 2018年6月13日  | もっと、ねぇもっと    | - Is this Love? 片思い - キミをつくる全ての要素           | 10位 | TVアニメ『立花館To Lieあんぐる』主題歌 |
| 6  | 2019年1月23日  | 逆境ノンフィクション  | - 囚われのMirage - future to shine                        | 04位 | - 囚われのMirage - ゲーム「メガミラクルフォース」タイアップ曲                                                                                                  |
| 7  | 2021年9月1日   | Stay With             | - Stay With（INST）                                       | 39位 | |
| 8  | 2022年2月8日   | Ambitious             | - Harmony - 未来トリロジー                                | 10位 | - Ambitious - アニメ「賢者の弟子を名乗る賢者」エンディングテーマ                                                                                               |
| 9  | 2023年4月11日  | スマイルマイレージ    | - 奇跡は一人じゃ起こせない - アンビバレンス - Good luck!  | 14位 | |
| 10 | 2024年10月22日 | TOMORROW              | - 幻想メモリーズ - 世界でいちばんキミが好き!              | 12位 | |

## 出演
グループでの出演、掲載のみ記載。

### ライブ
| 2016年   | 2016年                                                                            | 2016年                                 | 2016年     |
| 開催月日 | タイトル                                                                          | 会場                                   | 備考       |
| -------- | --------------------------------------------------------------------------------- | -------------------------------------- | ---------- |
| 04月22日 | Stabd-up Live!「エラバレシ襲名披露公演」                                          | nocofarre                              |            |
| 04月30日 | SeaSide Fes Next2016 SPRING                                                       | アーバンドックららぽーと豊洲           |            |
| 05月09日 | IDOL CONTENT EXPO                                                                 | TSUTAYA O-EAST                         |            |
| 05月22日 | バズ☆ライブドリーム vol.1                                                         | 吉祥寺CLUB SEATA                       |            |
| 05月29日 | FM-FUJI GIRLS GIRLS GIRLS 15th Spring Parade                                      | Shibuya duo MUSIC EXCHANGE             |            |
| 05月31日 | AKIBA Stand-Up! Nights 定期公演 Vol.2                                             | AKIBAカルチャーズ劇場                  | ゲスト出演 |
| 07月02日 | アイドル横丁夏まつり!!〜2016〜                                                    | 横浜赤レンガパーク                     |            |
| 07月22日 | tour Babylon〜騒ぎたい夜なら騒ごう〜 東京                                         | 目黒鹿鳴館                             |            |
| 07月30日 | WANGAN MUSIC CARNIVAL～ぶっちぎりの絆～                                           | 豊洲PIT                                |            |
| 08月07日 | TOKYO IDOL FESTIVAL 2016                                                          | DREAM STAGE、SKY STAGE                 |            |
| 08月12日 | 「NIPPONスーパーアイドルプロジェクト 2016」Presented by SHINJUKU ReNY～本陣の巻～ | 新宿ReNY                               |            |
| 08月25日 | 「ReNY SUPER LIVE 2016 vol.23」Presented by SHINJUKU ReNY                         | 新宿ReNY                               |            |
| 08月31日 | 「エラバレシpresents アイドル祭り 〜Rabbit in Wonderland〜」                      | 川崎クラブチッタ                       |            |
| 09月01日 | 「JAPAN IDOL SUPER LIVE 2016 vol.8」                                              | TSUTAYA O-EAST                         |            |
| 09月07日 | イケてるハーツ2周年記念主催ライブ                                                 | Shibuya duo MUSIC EXCHANGE             |            |
| 09月23日 | IDOL CONTENT EXPO@新宿BLAZE Vol.29 全組30分間やっちゃいまSHOW！                   | 新宿BLAZE                              |            |
| 09月25日 | @JAM×ナタリー EXPO 2016                                                           | ブルーベリーステージ、グレープステージ |            |
| 10月11日 | 「SHIBUYA MUSIC POWER」＠WWW～選ばれしネ申ユニットLIVE編vol.10～                  | 渋谷WWW                                |            |
| 10月14日 | Witch Live HALLOWEEN ～IDOL CONTENT EXPO @ 新宿BLAZE Vol.30～                     | 新宿BLAZE                              |            |
| 10月17日 | 「ReNY SUPER LIVE 2016 vol.27」Presented by SHINJUKU ReNY                         | 新宿ReNY                               |            |
| 10月23日 | 砂沼フレンドリーフェスティバル                                                    | 砂沼サンビーチ                         |            |
| 10月24日 | GIRLS BOX VOL.52                                                                  | duo MUSIC EXCHANGE                     |            |
| 11月08日 | EVOLUTION POP! Vol.21 supported by Leadi                                          | TSUTAYA O-WEST                         |            |
| 11月15日 | 「JAPAN IDOL SUPER LIVE 2016 vol.9」～史上最大の決戦！開演からアツいよ編～        | 渋谷TSUTAYA O-EAST                     |            |
| 12月06日 | IDOL CONTENT EXPO ＠AKIBAカルチャーズ劇場 Vol.7 ～帰ってきたカルチャーズ～        | AKIBAカルチャーズ劇場                  |            |
| 12月31日 | 年末スペシャル！Stand-Up! Live2016 渋谷フリーライブ！                             | パセラリゾーツグランデ渋谷             |            |

| 2017年   | 2017年                                                                                           | 2017年                                                          | 2017年                       |
| 開催月日 | タイトル                                                                                         | 会場                                                            | 備考                         |
| -------- | ------------------------------------------------------------------------------------------------ | --------------------------------------------------------------- | ---------------------------- |
| 01月17日 | EVOLUTION POP! Vol.24 supported by Leadi                                                         | TSUTAYA O-WEST                                                  |                              |
| 01月28日 | アーバンドック ららぽーと豊洲presents 【SeaSide Fes Next '17 〜WINTER〜】                        | アーバンドック ららぽーと豊洲                                   |                              |
| 02月07日 | イケてるハーツ定期公演「AKIBA Stand-Up! Nights」Vol.10                                           | TwinBoxGARAGE                                                   | ゲスト出演                   |
| 04月04日 | 「SHIBUYA MUSIC POWER」＠WWW～選ばれしネ申ユニットLIVE編vol.16～                                 | 渋谷WWW                                                         |                              |
| 04月11日 | 「ReNY SUPER LIVE 2017 vol.9」Presented by SHINJUKU ReNY                                         | 新宿ReNY                                                        |                              |
| 04月18日 | 今夜はアナタのフェス vol.2 ～春の大祭典!!～」 IN クラブクアトロ（「アイドルよ覚醒せよ vol.11」） | 渋谷クラブクアトロ                                              |                              |
| 04月22日 | アイドルジェネレーション vol.46(第1部) in 渋谷WWW                                                | 渋谷WWW                                                         |                              |
| 04月25日 | 「ReNY SUPER LIVE 2017 vol.12」Presented by SHINJUKU ReNY                                        | 新宿ReNY                                                        |                              |
| 04月26日 | 「ReNY SUPER LIVE 2017 vol.13」Presented by SHINJUKU ReNY                                        | 新宿ReNY                                                        |                              |
| 05月05日 | アイドルジェネレーション vol.47 in 東京キネマ倶楽部                                              | 東京キネマ倶楽部                                                |                              |
| 05月06日 | アフィリア・サーガ主催ライブ「MagicSong vsライブ Vol.4」                                         | AKIBAカルチャーズ劇場                                           | ゲスト出演                   |
| 05月09日 | 本格音楽女子祭-其の二十一-                                                                       | shibuya duo MUSIC EXCHANGE                                      |                              |
| 05月12日 | エラバレシ1stワンマンライブ「怪盗♡ブラックキャッツ」                                             | TSUTAYA O-EAST                                                  | 1stワンマンライブ            |
| 05月20日 | IDOL CONTENT EXPO ＠ イオンモール幕張新都心 supported by ダイキサウンド ～初夏の大無銭祭～       | 千葉・イオンモール幕張新都心 グランドモール 1階グランドスクエア |                              |
| 05月23日 | EVOLUTION POP! Vol.27 supported by Leadi                                                         | TSUTAYA O-WEST                                                  |                              |
| 06月03日 | SUPER IDOL CARNIVAL ( Milky’s Party )                                                            | 上海万代南梦宫文化中心 B1层 梦想剧场                            |                              |
| 06月18日 | 『TOKYO GIRLS MIX』@新宿RUIDO.K4                                                                 | 新宿RUIDO.K4                                                    |                              |
| 06月26日 | ミツケテ.LIVE SPECIAL                                                                            | 新宿BLAZE                                                       |                              |
| 07月04日 | 「アイドルよ覚醒せよ vol.14」IN クラブクアトロ                                                   | 渋谷クラブクアトロ                                              |                              |
| 07月05日 | 「ReNY SUPER LIVE 2017 vol.25」Presented by SHINJUKU ReNY                                        | 新宿ReNY                                                        |                              |
| 07月11日 | 「ReNY SUPER LIVE 2017 vol.26」Presented by SHINJUKU ReNY                                        | 新宿ReNY                                                        |                              |
| 07月15日 | UENO IDOL FESTIVAL                                                                               | 上野恩賜公園野外ステージ                                        |                              |
| 07月25日 | 「SHIBUYA MUSIC POWER」＠WWW～選ばれしネ申ユニットLIVE編vol.18～                                 | 渋谷WWW                                                         |                              |
| 07月26日 | 第１回アイドルフィンフェス                                                                       | 赤坂BLITZ                                                       |                              |
| 08月06日 | TOKYO IDOL FESTIVAL 2017                                                                         | DOLL FACTORY、FESTIVAL STAGE                                    |                              |
| 08月09日 | 運命のキミ フェスティバル                                                                        | TSUTAYA O-EAST / shibuya duo music exchange                     |                              |
| 08月18日 | IDOL CONTENT EXPO ＠新宿BLAZE ～ 夏休みアイドル満喫祭！壱ノ章 ～                                 | 新宿BLAZE                                                       |                              |
| 08月26日 | ＠JAM EXPO 2017                                                                                  | パイナップルステージ                                            |                              |
| 08月27日 | ＠JAM EXPO 2017                                                                                  | ブルーベリーステージ                                            |                              |
| 10月03日 | 「ReNY SUPER LIVE 2017 vol.35」Presented by SHINJUKU ReNY                                        | 新宿ReNY                                                        |                              |
| 10月08日 | IDOL CONTENT EXPO ＠ イオンモール幕張新都心 supported by ダイキサウンド ～秋の大無銭祭～         | 千葉・イオンモール幕張新都心 グランドモール 1階グランドスクエア |                              |
| 10月09日 | 東京アイドル大運動会2017 ～ただの運動会じゃないもん!～                                           | 幕張メッセ国際展示場10,11ホール                                 | 純情のアフィリアと合同チーム |
| 10月29日 | 「NIPPONスーパーアイドルプロジェクト 2017」Presented by SHINJUKU ReNY～ハロウィン特大イベント～  | 新宿ReNY                                                        |                              |
| 11月03日 | 文化放送 浜松町グリーン・サウンドフェスタ -浜祭2017- 『東京タワー・アイドルフェスティバル』      | 浜祭 2017 東京タワー特設ステージ                                |                              |
| 11月10日 | IDOL CONTENT EXPO @ 新宿BLAZE ～緊急開催！帰ってきた、ポッキー＆プリッツの日 前夜祭～            | 新宿BLAZE                                                       |                              |
| 12月02日 | IDOL CONTENT EXPO ＠表参道GROUND Vol.16 ～ 休日だよ！全員集合!!! ～                              | 表参道GROUND                                                    |                              |
| 12月09日 | 大好きな君に会いにいく〜TOKYO FM HALL年末編〜                                                    | TOKYO FM HALL                                                   |                              |
| 12月21日 | GIRLs RockPop stadium～Thankyou AstroHall～                                                      | 原宿アストロホール                                              |                              |
| 12月31日 | 年末スペシャル！Stand-Up! Live 2017 渋谷フリーライブ！                                           | パセラリゾーツグランデ渋谷                                      |                              |

| 2018年   | 2018年                                                                                 | 2018年             | 2018年 |
| 開催月日 | タイトル                                                                               | 会場               | 備考   |
| -------- | -------------------------------------------------------------------------------------- | ------------------ | ------ |
| 01月08日 | アイドルジェネレーション vol.51 in Zepp Tokyo ～2018年あけおめSP!！～                  | Zepp Tokyo         |        |
| 02月04日 | 「ReNY SUPER LIVE 2018 vol.6」Presented by SHINJUKU ReNY～一日遅れの節分祭スペシャル～ | 新宿ReNY           |        |
| 02月23日 | Stand-Up! Live 〜Winter2018〜 Hello!!Again!公演                                        | LIQUIDROOM         |        |
| 02月24日 | Shall we dance?vol.12                                                                  | フジさんのヨコ     |        |
| 02月25日 | IDOL Pop’n Party Vol.35                                                                | TOKYO FM HALL      |        |
| 03月17日 | 大好きな君に会いにいく〜TOKYO FM HALL編〜                                              | TOKYO FM HALL      |        |
| 03月19日 | IDOL TRES〜aitore〜                                                                    | 心斎橋SUNHALL      |        |
| 04月03日 | アイドルよ覚醒せよ vol.29                                                              | 渋谷クラブクアトロ |        |
| 04月24日 | Stand-Up!Records 主催LIVE「Stand-Up! LIVE ～ 2018 Spring～」                           | クラブチッタ川崎   |        |

### 雑誌・新聞
2016年
- BOMB!（2016年6月号）

2018年
- UNIT Vol.2 (2018年) 特集記事掲載

### テレビ
- MIRAI系アイドルTV（2018年11月7日 - 、TOKYO MX・2019年4月6日 - 、サンテレビ、YouTube公式チャンネルにて過去回をアップロード）